# تفجيرات تل تمر
وقعت تفجيرات تل تمر في 11 ديسمبر 2015 حين قتلت ثلاث شاحنات مفخخة 60 شخصًا وأصابت أكثر من 80 آخرين في بلدة تل تمر التي تسيطر عليها الإدارة الذاتية لشمال وشرق سوريا في محافظة الحسكة شمال شرق سوريا. وقع الانفجاران بالقرب من مستشفى ميداني لقوات الميليشيات الكردية وفي ساحة سوق الجمعة المزدحمة، حيث وقع أغلب القتلى.